# Magneti Marelli
Magneti Marelli S.p.A. (укр. Маньєті Мареллі) — італійське підприємство, що займається виробництвом електроніки для автомобільної промисловості. Є дочірньою компанією FIAT Group.

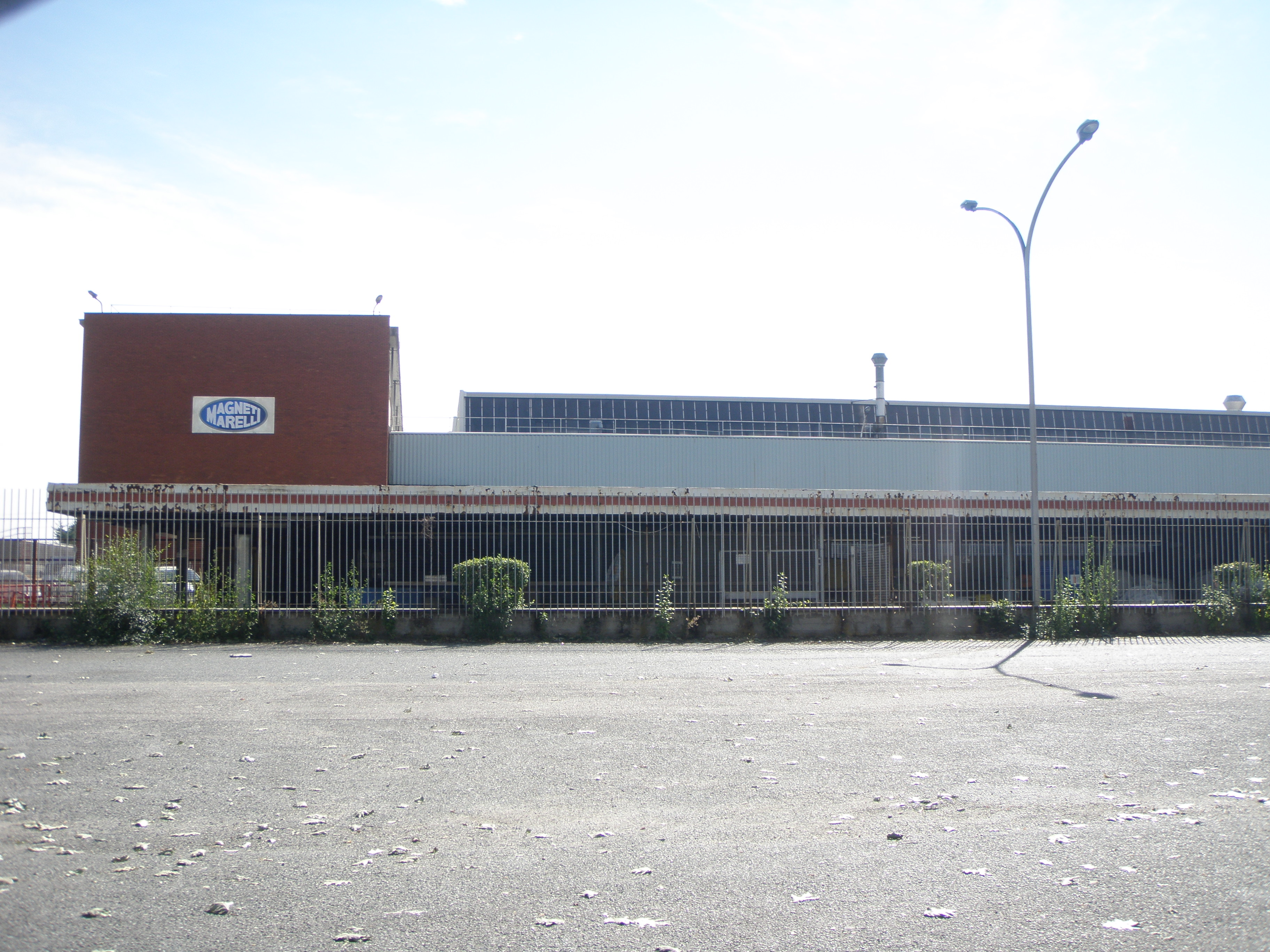
Виробничий корпус Magneti Marelli

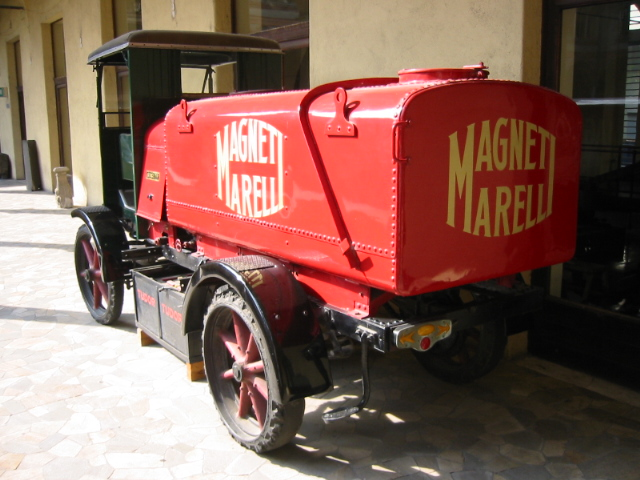
Одна із перших продукцій підприємства

Штаб-квартира компанії знаходиться в місті Корбетта, Провінція Мілан, (Ломбардія).

## Потужності і діяльність
Компанія володіє 56-ма заводами і фабриками, 9-ма науково-дослідницькими і 27 прикладними центрами у Європі, Азії, Африці та Америках.
Magneti Marelli заснована у 1919 році як спільне підприємство FIAT та Ерколе Мареллі — F.I.M.M. (Fabrica Italiana Magneti Marelli). Перший завод відкрили в місті Сесто-Сан-Джованні поблизу Мілану.
Компанія відома як технічний партнер багатьох видів спорту. Також фахівці компанії розробили систему KERS для болідів Формули-1 — Ferrari, Renault, Toyota, Toro Rosso і Red Bull. Але станом на 2013 рік систему рекуперації цієї компанії використовують тільки дві перші команди.